# Sarah Schütz
Sarah Schütz (* 1978) ist eine ehemalige Schweizer Duathletin und Triathletin. Sie ist Schweizermeisterin Triathlon (2004) und Duathlon (2007).

## Werdegang
2004 wurde Sarah Schütz Schweizer Meisterin Triathlon und 2007 wurde sie auch im Duathlon Schweizermeisterin. Nach Erfolgen auf der Kurzstrecke startete sie im Sommer 2009 beim Ironman in Zürich erstmals auf der Langstrecke und belegte dort den vierten Rang. Sarah Schütz gewann im Juni 2009 bei ihrem ersten Start bei einem Ironman 70.3-Rennen in Rapperswil-Jona.
Sarah Schütz startete für die TG Hütten und wurde trainiert von Christoph Schmied. Sie lebte von 2001 an in Dübendorf im Kanton Zürich und seit 2010  in Rümlang.

Seit 2010 tritt sie nicht mehr international in Erscheinung.

## Sportliche Erfolge
| Datum/Jahr    | Rang | Wettbewerb                                          | Austragungsort  | Zeit        | Bemerkung |
| ------------- | ---- | --------------------------------------------------- | --------------- | ----------- | --- |
| 2010          | 3    | Sempachersee-Triathlon                              | Nottwil         | 02:17.19    | |
| 6. Sep. 2009  | 4    | Ironman 70.3 Monaco                                 | Monaco          | 04:55:28    | [ 1 ] |
| 10. Mai 2009  | 2    | Irchel-Duathlon                                     | Irchel          | 01:45:36,7  | Schweizer Vize-Meisterin Duathlon |
| 2009          | 1    | Sempachersee-Triathlon                              | Nottwil         | 02:12:02    | |
| 7. Juni 2009  | 1    | Ironman 70.3 Switzerland                            | Rapperswil-Jona | 04:28:26    | Sarah Schütz gewinnt bei ihrem ersten Ironman 70.3-Rennen (1,9 km Schwimmen, 90 km Radfahren und 21,1 km Laufen) mit 36 Sekunden Vorsprung auf die Ungarin Erika Csomor |
| 30. Aug. 2007 | 56   | ITU Triathlon Short Distance World Championships    | Hamburg         | 02:04:47    | Triathlon-Weltmeisterschaft auf der Kurzdistanz |
| 20. Aug. 2005 | 24   | ETU European Triathlon Short Distance Championships | Lausanne        | 02:15:59    | |
| 2005          | 1    | Züri Triathlon                                      | Zürich          | 02:05.46,2  | |
| 2005          | 1    | Triathlon Frauenfeld                                | Frauenfeld      | 01:03:03,10 | Siegerin auf der Sprintdistanz |
| 2005          | 2    | Sandoz Alpen-Triathlon                              | Schliersee      | 02:17:44    | |
| 2004          | 1    | Triathlon Solothurn                                 | Schweiz         | 02:03:45    | Sieg über 1,5 km Schwimmen, 38 km Radfahren und 9 km Laufen |
| 2004          | 1    | Schweizer Triathlon-Meisterschaften                 | Zürich          | 02:04.59,7  | Siegerin beim Züri Triathlon |

| Datum/Jahr    | Rang | Wettbewerb          | Austragungsort    | Zeit     | Bemerkung                                                                                   |
| ------------- | ---- | ------------------- | ----------------- | -------- | ------------------------------------------------------------------------------------------- |
| 25. Juli 2010 | 6    | Ironman Switzerland | Zürich            | 09:36:41 | [ 4 ]                                                                                       |
| 22. Mai 2010  | 10   | Ironman Lanzarote   | Puerto del Carmen | 10:34:50 |                                                                                             |
| 12. Juli 2009 | 4    | Ironman Switzerland | Zürich            | 09:29:13 | erster Start über die Langdistanz (3,86 km Schwimmen, 180,2 km Radfahren, 42,195 km Laufen) |

| Datum/Jahr   | Rang | Wettbewerb                         | Austragungsort | Zeit     | Bemerkung                                      |
| ------------ | ---- | ---------------------------------- | -------------- | -------- | ---------------------------------------------- |
| 2007         | 1    | Schweizer Duathlon-Meisterschaften | Schweiz        |          | Schweizer Meisterin Duathlon                   |
| 30. Mai 2004 | 16   | ITU Duathlon World Championships   | Geel           | 02:04:30 | Duathlon-Weltmeisterschaft auf der Kurzdistanz |

(DNF – Did Not Finish)